# Seán Ó Ríordáin
Seán Pádraig Ó Ríordáin est un poète irlandais, né le 3 décembre 1916 à Baile Bhuirne et mort le 21 février 1977 à Cork. L'un des poètes d'expression irlandaise les plus importants du XXe siècle, l’œuvre d'Ó Ríordáin se distingue par son inventivité et son ouverture aux influences étrangères, surtout celles de la poésie européenne.

## Biographie
Seán Ó Ríordáin, l’aîné d'une fratrie de trois enfants, naît le 3 décembre 1916 à Baile Bhuirne, petite ville qui se situe dans le Gaeltacht de Múscraí. Au moment où Ó Ríordáin y vit, l'anglais est déjà présent dans Baile Bhuirne et dans la région de Múscraí. Néanmoins, l'irlandais reste encore à cette époque-là la langue des échanges quotidiens pour une large partie des habitants de Baile Bhuirne. 
Chez le jeune Ó Ríordáin, la situation langagière est tout aussi complexe. Si sa mère parle uniquement l'anglais, son père est bilingue en anglais et irlandais. L'irlandais est aussi la langue des voisins de la famille, dont la grand-mère paternelle d'Ó Ríordáin qui est elle-même de langue maternelle irlandaise. 
Le bilinguisme d'Ó Ríordáin sera à l'origine d'une frustration qui l'accompagnera toute sa vie durant et qui s'approchera parfois du désespoir. En effet, bien qu'étant de langue maternelle anglaise et devant parfois subir de virulentes critiques au sujet de ce qu'on prétend être sa maîtrise imparfaite de la prosodie irlandaise, voire son imparfaite maîtrise de la langue irlandaise même, Ó Ríordáin ne publiera qu'en irlandais. La complexité du rapport qu'entretient Ó Ríordáin avec l'irlandais se fait bien sentir dans le fait qu'elle sera à la fois la langue dans laquelle il tiendra ses journaux intimes et celle dont il se servira pour se demander pourquoi il s'obstine à ne pas écrire dans la langue qu'il connaît le mieux, à savoir l'anglais.
Ó Ríordáin contracte la tuberculose à un âge peu avancé - son père est en effet mort de cette même maladie quand Ó Ríordáin n'avait que dix ans -, ce qui l'obligera à passer beaucoup de sa vie d'adulte dans une solitude qu'il supporte mal. Ó Ríordáin meurt le 21 février 1977, à l'âge de soixante ans, dans l’Hôpital Saint-Étienne (Ospidéal Naomh Stiofán) de Cork.

## Principaux ouvrages
- Eireaball Spideoige (« Queue de rouge-gorge »), 1952
- Brosna (« Petit bois »), 1964
- Línte Liombó (« Lignes des Limbes »), 1971
- Tar Éis Mo Bháis (« Après ma mort »), 1979